# Хіросе Такео
Хіросе Такео (яп. 広瀬武夫, ひろせたけお; 16　липня 1868 ― 27 березня 1904) — японський військовик, офіцер Імперського флоту Японії. Вшановується як синтоїстьке божество в токійському Святилищі Ясукуні.

## Біографія
Народився у префектурі Ойта.
У 1889 закінчив Академію Імперського флоту Японії.
У 1897 стажувався в Російській імперії, а з 1897 призначений військовим аташе при японському посольстві в Росії.
У 1902 став командиром міноносця «Асахі».
У березні 1904, після спалаху японсько-російської війни, брав участь у блокаді Порт-Артура. Загинув під час бою. Посмертно нагороджений званням підполковника. Оспіваний в японській пісні «Підполковник Хіросе», виданій та поширеній за сприяння Міністерства культури. Отримав статус божества в Святилищі Ясукуні. Після смерті став уособленням японського бойового духу, одним із символів японського війська.